# Tina Ruland
Pour les articles homonymes, voir Ruland.
 (juin 2014).
Tina Ruland, de son vrai nom Bettina Ruland (née le 9 octobre 1966 à Cologne) est une actrice allemande.

## Biographie
Après son abitur, elle fait des études pour devenir assistante commerciale dans l'immobilier à Ratingen.
Elle pose plusieurs fois pour le magazine Playboy. En mars 1988, elle est playmate du mois puis fait une nouvelle série de photos en mai 1990. En mai 1989 et septembre 1995, elle fait même la couverture. Depuis, elle a pris ses distances avec cette carrière et impose une interdiction de publication.

## Filmographie
- 1991: Die lieben Verwandten (de) (série télévisée)
- 1991: Manta, Manta (de)
- 1992: Siebenbirken (série télévisée)
- 1992: Tücken des Alltags (série télévisée)
- 1992: Schloß Hohenstein – Irrwege zum Glück (série télévisée)
- 1993: Bommels Billigflüge (TV)
- 1993: Macht der Leidenschaft (Family Passions) (série télévisée)
- 1993-97: La Joyeuse tribu (de) (série télévisée)
- 1994: Un cas pour deux (série télévisée)
- 1996: Das Zauberbuch (de)
- 1996: Die Tunnelgangster von Berlin (de) (TV)
- 1996: Heimatgeschichten (série télévisée)
- 1996: Die Geliebte - Lust auf Liebe (série télévisée)
- 1997: Pták Ohnivák (de)
- 1997: Verzwickte Lügen (TV)
- 1997: Großstadtrevier (de) (série télévisée)
- 1998: L'As des privés (it) (série télévisée)
- 1998: Rosamunde Pilcher (série télévisée)
- 1999: Charly la malice (de) (série télévisée)
- 1999: Zärtliche Begierde - Meine Frau liebt zwei (TV)
- 1999: JETS – Leben am Limit (TV)
- 1999: Nur ein toter Mann ist ein guter Mann (TV)
- 1999: Mit fünfzig küssen Männer anders (de) (TV)
- 1999: Ein Mann steht auf (TV)
- 1999: Rivales en amour (TV)
- 2000: Die Wache (de) (série télévisée)
- 2000: Harte Jungs
- 2000: Jahrestage (de) - Aus dem Leben von Gesine Cressphal (série télévisée)
- 2001: Drehkreuz Airport (de) (série télévisée)
- 2001: Strass et stress (TV)
- 2001: Tatort (série télévisée)
- 2002: Die Fabelhaften Schwestern (TV)
- 2002: Drei Frauen, ein Plan und die ganz große Kohle (TV)
- 2002: Sag einfach ja! (TV)
- 2002: L'Amour à la carte (TV)
- 2003: L'Un pour l'autre  (TV)
- 2003: Mensch Mutter
- 2003: Wunschkinder und andere Zufälle (TV)
- 2003: Das Traumschiff – Südsee (série télévisée)
- 2004: Cuisine et séduction (TV)
- 2005: Le Rêve américain (TV)
- 2006: Le Mariage de mes filles (TV)
- 2007: Das Traumpaar (TV)
- 2007: Das Traumschiff – Shanghai (série télévisée)
- 2007: Das Wunder der Liebe (TV)
- 2007: Une grand-mère formidable (de) (TV)
- 2008: Sous le soleil d'Ibiza (de) (TV)
- 2008: Vater aus Liebe (TV)
- 2009: Papa poule, week-end cool (TV)
- 2009: Plötzlich Onkel (TV)
- 2011: Wilsberg (de) - Frischfleisch (série télévisée)